# Laura J. Mixon
Laura J. Mixon (* 8. Dezember 1957 in  Roswell, New Mexico) ist eine US-amerikanische Science-Fiction-Schriftstellerin sowie Chemie- und Umweltingenieurin. Seit 2011 schreibt sie unter dem Pseudonym Morgan J. Locke. Unter diesem Namen schreibt sie auch in dem Gruppenblog Eat Our Brains.
Mixon schreibt über den Einfluss von Veränderungen in Technologie und Umwelt auf Identität und Sozialstruktur. Ihr Werk war das Thema von akademischen Studien über Technologie, Feminismus und Gender. Zusammen mit dem Spieleentwickler Chris Crawford experimentierte sie auch mit Hypertextfiction. Im Jahr 2015 wurde sie für ihren Bericht über die Online-Aktivitäten ihrer Schriftstellerkollegin Benjanun Sriduangkaew mit dem Hugo Award for Best Fan Writer ausgezeichnet.

## Biografie
Mixon wurde im Dezember 1957 geboren. Sie studierte Chemie- und Umweltingenieurwesen. In den 1980er Jahren diente sie für einige Jahre im Friedenscorps in Ostafrika. Ihr erstes Buch Astropilots wurde 1987 als Teil einer Jugendliteratur-Serie von Scholastic/Omni veröffentlicht. Ihr zweiter Roman Glass Houses erschien 1991 zuerst in mehreren Folgen des Magazins Analog und im Jahr darauf in Buchform bei Tor Books. Proxies, ihr nächstes Buch, spielt im gleichen Universum als Glass Houses. Die Fortsetzung Burning the Ice spielt viele Jahre später.
Mixon ist mit dem Science-Fiction-Autor Steven Gould verheiratet, mit dem sie den Roman Greenwar geschrieben hat. Das Paar lebt in Albuquerque, New Mexico und hat zwei Töchter.
Mixon wurde 2015 mit dem Hugo Award for Best Fan Writer für einen Onlinebeitrag ausgezeichnet, der „das bösartige Verhalten eines weiblichen linksgerichteten Internettrolls beschreibt“. George R. R. Martin lobte Mixons „detaillierte, eloquente und vernichtende Enthüllung des gehässigen Internettrolls der unter den Namen ‚Requires Hate‘ und ‚Winterfox‘ bekannt ist“ und bezeichnete sie als „einen großartigen journalistischen Beitrag, ein wichtiger Beitrag der Fragestellungen von wachsender Bedeutung für die Fangemeinde in diesem Internet-Zeitalter anspricht.“

## Werke (Auswahl)
Romane:
- Astropilots (USA: Omni Odysseys/Scholastic pb, Juni 1987; UK: Dragon Books pb, 1987; Japan: Hayakawa Books pb, 1989)
- Glass Houses (Analog Magazine, Dezember 1991; Tor Books pb, Mai 1992)
- Greenwar, zusammen mit Steven Gould (Forge Books, Juni 1997)
- Proxies (Tor Books, September 1998)
- Burning the Ice (Tor Books, August 2002)
- Up Against It (Tor Books, März 2011) als Morgan J. Locke

Kurzromane:
- A Dose of Reality mit Melinda M. Snodgrass (Wild Cards XIV, Baen Books März 1994)[1]

Erzählungen:
- The Lamia’s Tale (Wild Cards XIII, Baen Books, März 1993)
- At Tide’s Turning (Asimov’s, April 2001; Worldmakers, St. Martin’s Press, Dezember 2001)

Kurzgeschichten:
- True North als Morgan J. Locke (Welcome to the Greenhouse, herausgegeben von Gordon van Gelder, O/R Press Februar 2011)

Sachliteratur:
- A Pilgrim’s Progress: My Experiments with a New Interactive Storytelling Technology. In: The SFWA Bulletin, Mai 1997.
- Writing on the Edges: The Science in Science Fiction. In: The SFWA Bulletin, Juni 1999.
- A Report on Damage Done by One Individual Under Several Names. auf Mixon’s LiveJournal